# Rondtorenkerk

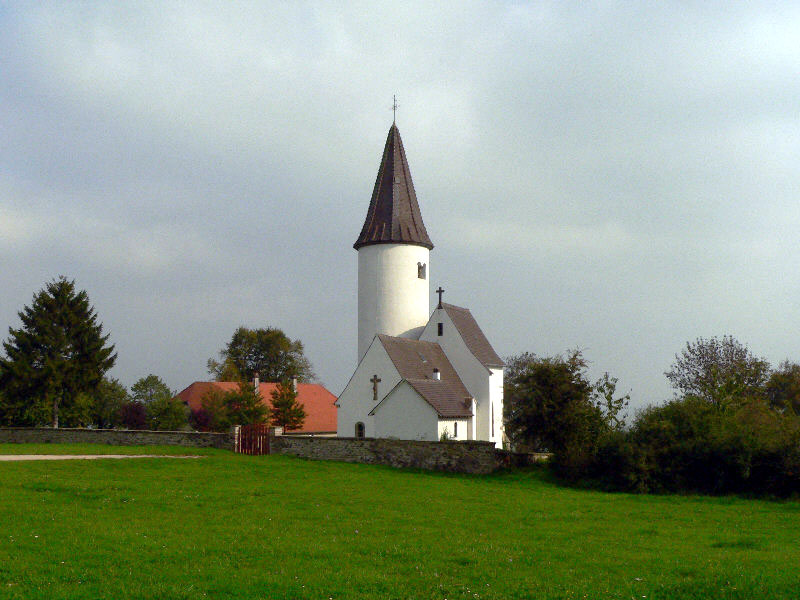
Kerk van St. Martin in Berg, Frankrijk

Een rondtorenkerk is een bijzondere vorm van een kerkgebouw. Karakteristiek is, zoals de naam al aangeeft, de ronde kerktoren.
Dit kerktype is slechts in beperkte mate gebouwd. In de Franse regio Elzas en Lotharingen zijn er een dozijn. Maar met name in Engeland komt dit type regelmatig voor. Norfolk telt 124 rondtorenkerken, in Suffolk zijn er 38. In Denemarken zijn er 6 waarvan 4 op het eiland Bornholm staan.